# Rawaki
Rawaki (nome precedente: Isola della Fenice) è un piccolo atollo disabitato dell'Oceano Pacifico situato nell'arcipelago delle Isole della Fenice ed appartenente alla Repubblica di Kiribati.
Possiede una superficie di circa 0,6 km².

## Flora e Fauna
La superficie dell'isola è piatta, il punto più alto si trova a circa 6 m s.l.m. Il territorio è spoglio, senza alberi, e coperto in larga parte da erba, cespugli ed arbusti.
Come le altre isole dell'arcipelago, Rawaki è un habitat ideale per gli uccelli marini e le tartarughe che ne utilizzano la superficie per nidificare. Una differenza importante è invece la mancanza di topi sull'isola, anche se per un certo periodo è stata attestata la presenza di conigli selvatici.

## Storia
Rawaki non presenta tracce di insediamenti preistorici ad opera di popolazioni polinesiane o di altre zone del Pacifico.
L'isola fu scoperta il 23 novembre 1824 dal capitano John Palmer della baleniera inglese Phoenix. Gli americani ne reclamarono il possesso il 14 marzo 1859 in applicazione del Guano Islands Act; l'isola fu data in concessione alla C.A. Williams and Company e in seguito alla Phoenix Guano Company che si occuparono di sfruttare i depositi di guano. Nell'agosto del 1871 cessarono le operazioni di ricerca e trasporto del guano e l'isola fu abbandonata.
Il 29 giugno 1889 fu dichiarato il protettorato britannico sull'isola. Il 18 marzo 1937 entrò a far parte della colonia britannica delle isole Gilbert ed Ellice.
Nel 1979 il trattato di Tarawa ne stabilì il possesso da parte della Repubblica delle Kiribati.
Nel 2008, assieme al resto dell'arcipelago, è stata dichiarata riserva marina protetta.